# Danae (Tiziano Vienna)

Danae è un dipinto a olio su tela (135x152 cm) realizzato nel 1554 dal pittore italiano Tiziano Vecellio.
È conservato nel Kunsthistorisches Museum di Vienna.
È una delle numerose versioni che nel corso degli anni Tiziano realizzò, a partire dalla prima Danae, conservata presso il Museo di Capodimonte a Napoli.

## Storia
Questa versione della Danae è stata per anni ritenuta opera di bottega. Dopo il recente restauro operato dal Kunsthistorisches Museum di Vienna, i critici la ritengono opera di Tiziano e aiuti. Come si sa, il quadro è la rappresentazione del mito di Danae, e la prima versione della tela risale al 1545. Tiziano risentì sicuramente, nella composizione, dei modelli michelangioleschi – la Leda, la Notte – ma anche di analoghe tele del Correggio, o del Giorgione. In seguito il tema fu trattato da vari artisti fra i quali Rembrandt, Van Dyck e Klimt.

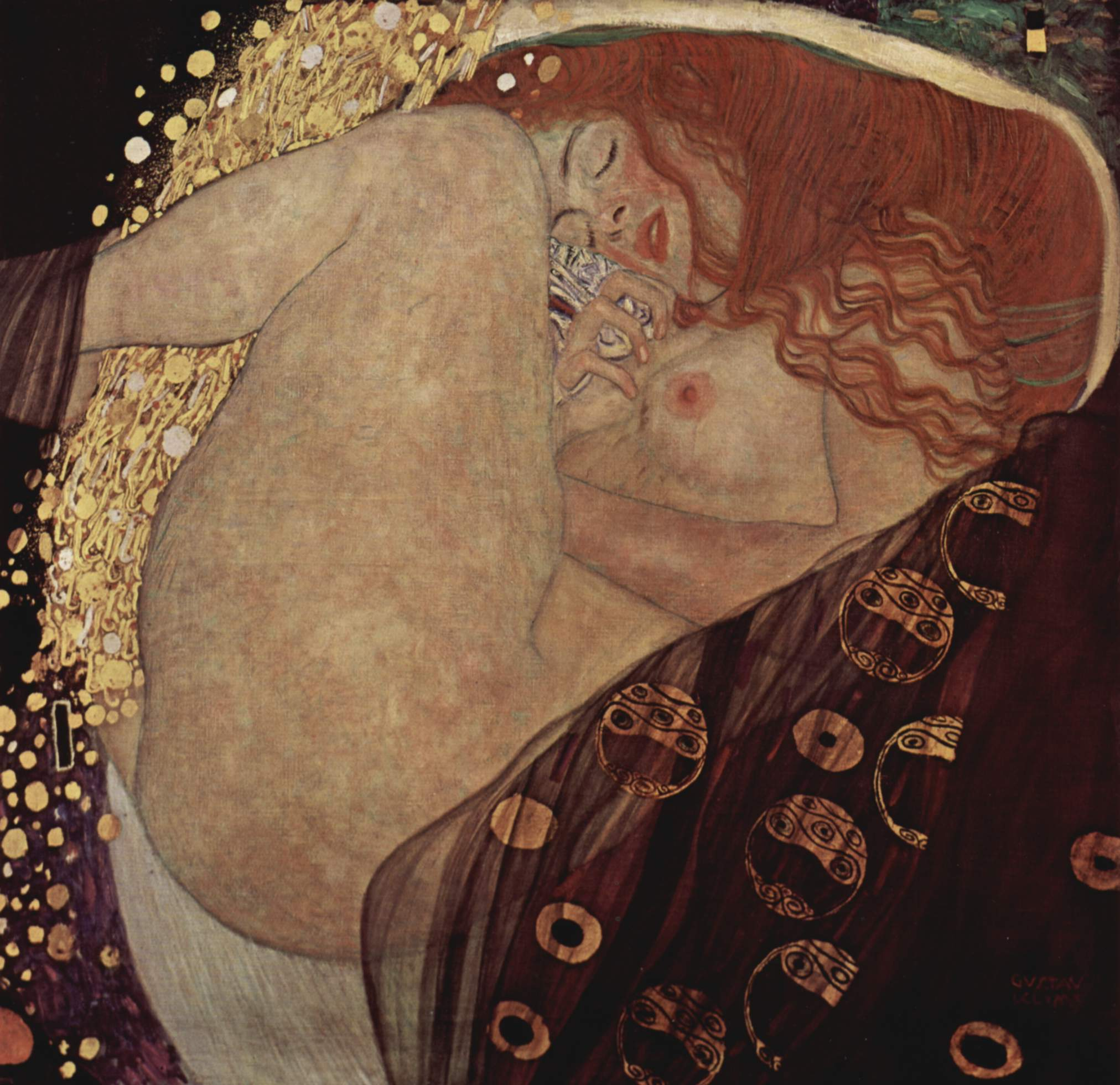
Gustav Klimt, Danae, 1907 – 1908, Olio su tela, 77 x 83, Vienna, Collezione privata

È l'unica versione firmata (Titianus. Aeques. Caes.); nulla sappiamo sulla sua committenza. La ritroviamo nel 1600 fra le tele che il Cardinal Montalto inviò all'Imperatore Rodolfo II a Praga. Rispetto alle precedenti versioni possiamo notare:
- la presenza nella nuvola della testa di Giove;
- monete d'oro al posto della pioggia dorata;
- la guardiana, di lato alla Danae, raccoglie le monete con un bacile.

Robert Wald ha studiato la genesi delle varie versioni della Danae servendosi anche dei raggi X. Ebbene, secondo questo studioso, la presenza di cassoni e domestici, poi occultati, sullo sfondo della Danae di Napoli fa pensare ad una diretta derivazione compositiva dalla Venere di Urbino. La Danae successiva, di Madrid, è eseguita con variazioni sulla base del cartone della tela napoletana e servirà come base per questa versione di Vienna: la posizione della megera in radiografia è la stessa della versione spagnola.
È Vasari, del resto, che ci trasmette la percezione di un'avvenuta mutazione. Visitando la bottega di Tiziano nel 1566 ci dice che «il modo di fare che tenne in queste ultime [opere], è assai differente dal fare suo da giovane […] condotte di colpi, tirate via di grosso e con macchie, di maniera che dapresso non si possono vedere, e di lontano appaiono perfette». Anche la tecnica di interventi successivi, confermata dalle recenti radiografie, è già nella testimonianza di Marco Boschini che cita Palma il Giovane quale testimone: Tiziano abbozzava la tela con una gran massa di colore, lasciava il quadro anche per mesi, poi lo riprendeva e «se faceva di bisogno spolpargli qualche gonfiezza o soprabondanza di carne, radrizzandogli un braccio, se nella forma l'ossatura non fosse così aggiustata, se un piede nella positura avesse preso attitudine disconcia, mettendolo a lungo, senza compatir al suo dolore, e cose simili. Così operando, e riformando quelle figure, le riduceva nella più perfetta simmetria che potesse rappresentare il bello della natura, e dell'arte.

## Altre versioni

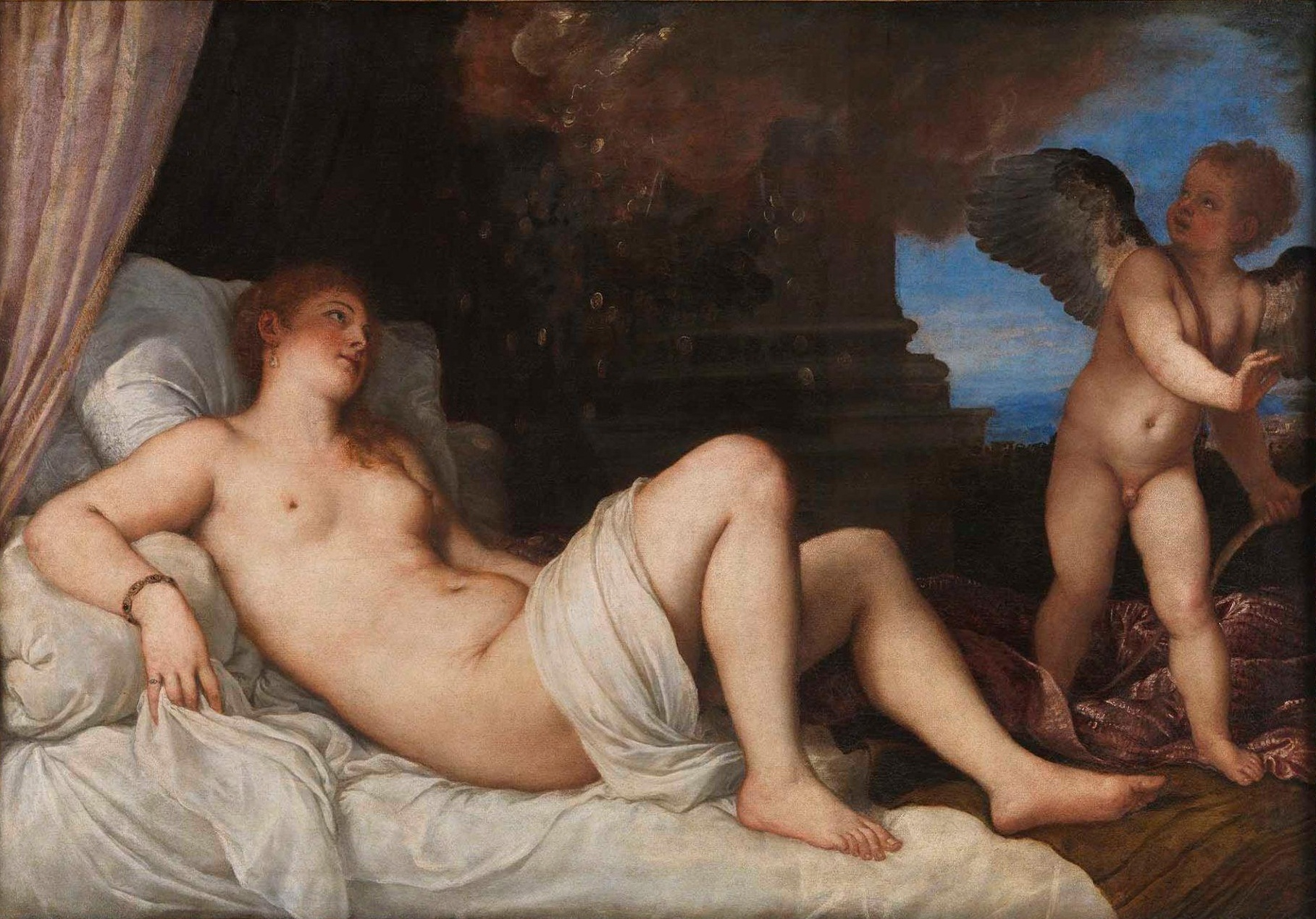
Tiziano Vecellio, Danae (1545) - Napoli, Museo di Capodimonte
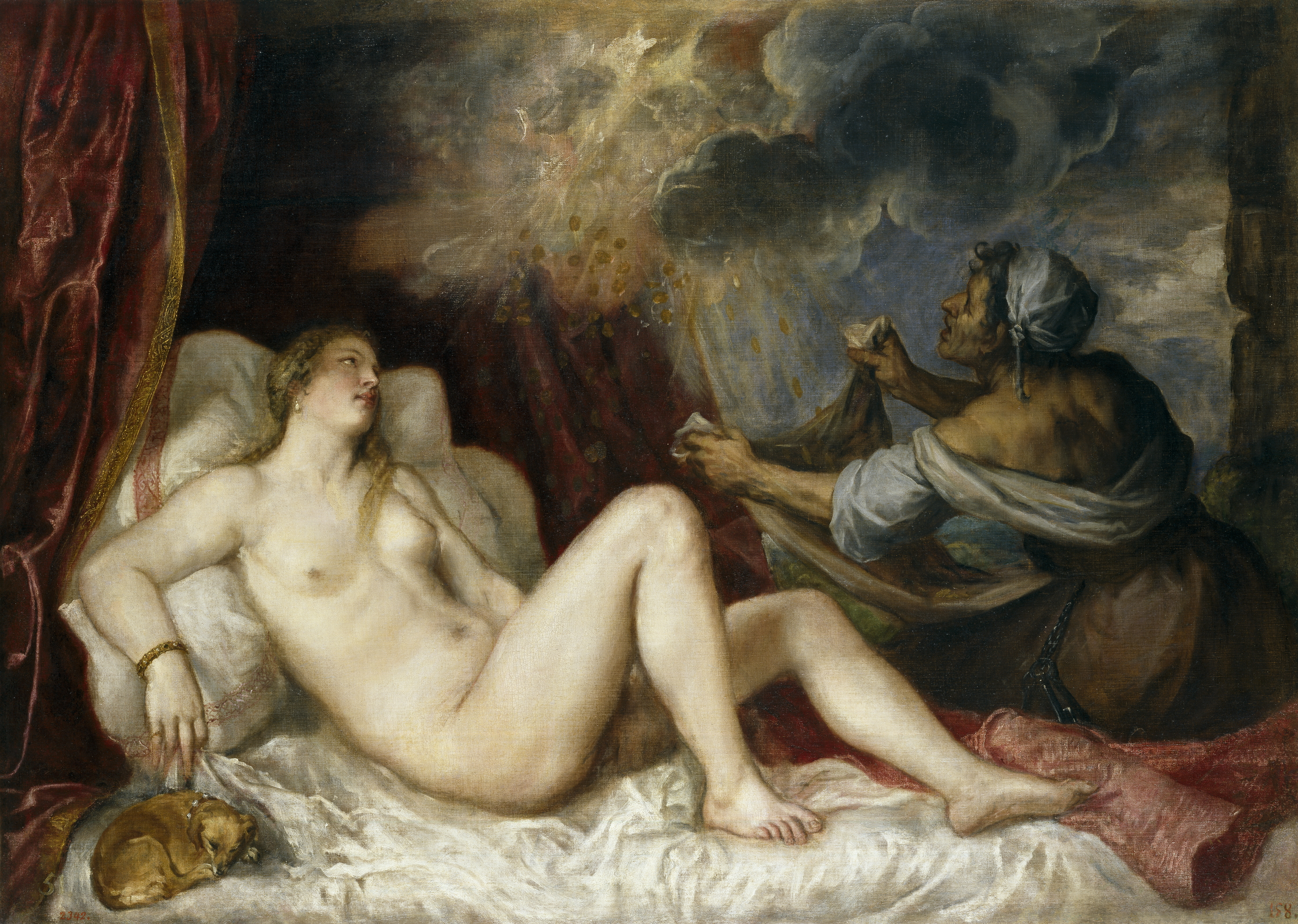
Tiziano Vecellio, Danae (1553) - Madrid, Museo del Prado
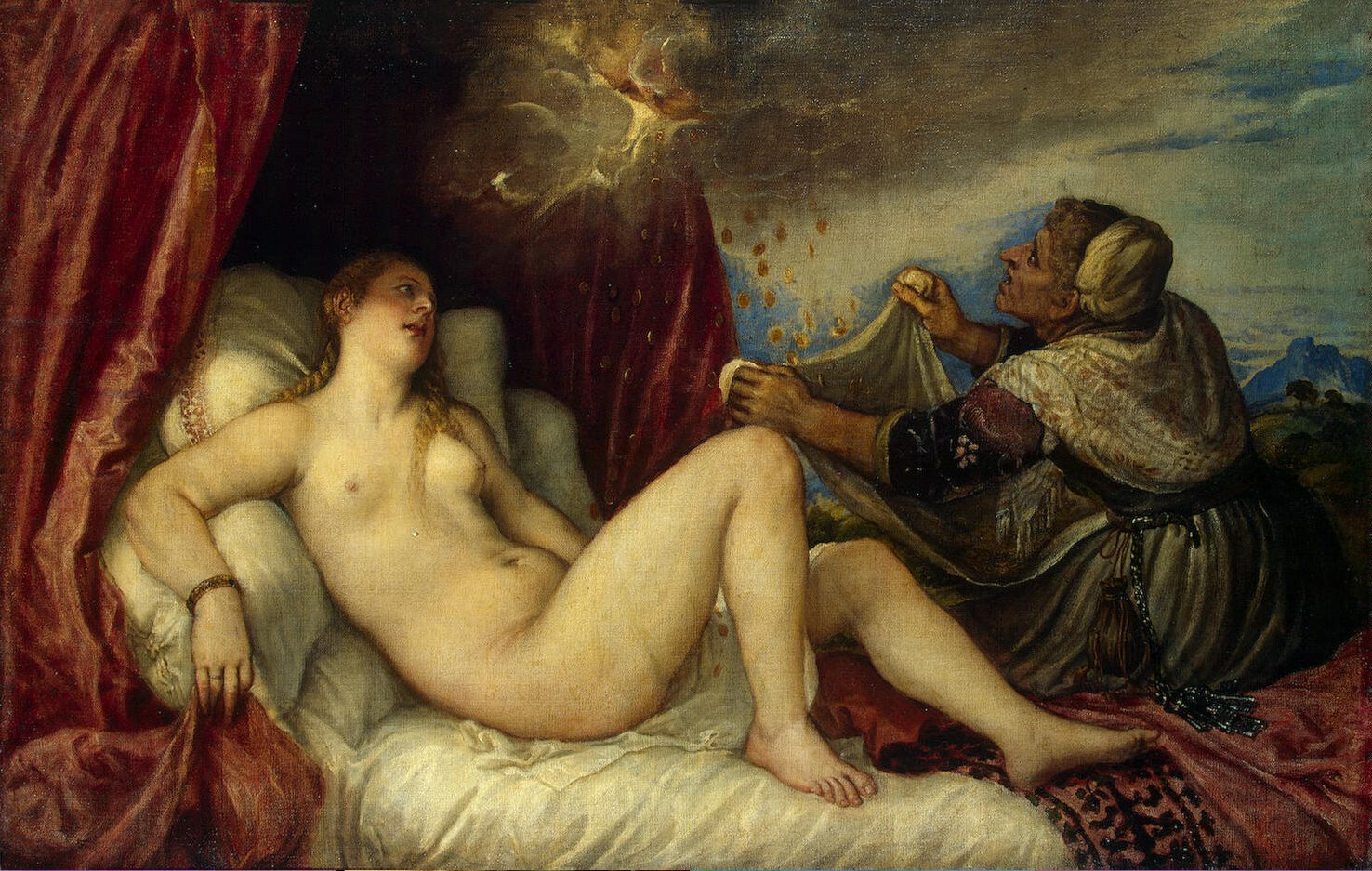
Tiziano Vecellio, Danae (1554 ca) - San Pietroburgo, Ermitage

E ancora:
- Danae, New York, Collezione Gollovin
- Danae, New York, Collezione Hickox